# Eucrostes roseata
Eucrostes roseata är en fjärilsart som beskrevs av W. Warren 1905. Eucrostes roseata ingår i släktet Eucrostes och familjen mätare. Inga underarter finns listade i Catalogue of Life.